# Laugu
Koordinaten: 58° 35′ N, 22° 36′ O
Laugu (deutsch Laugo) ist ein Dorf (estnisch küla) auf der größten estnischen Insel Saaremaa. Es gehört zur Landgemeinde Saaremaa (bis 2017: Landgemeinde Leisi) im Kreis Saare.

## Einwohnerschaft und Lage
Das Dorf hat 55 Einwohner (Stand 31. Dezember 2011). Es liegt 36 Kilometer nordöstlich der Inselhauptstadt Kuressaare am südwestlichen Ende der Parasmetsa-Bucht (Parasmetsa laht).

## Geschichte und Gut
Der Ort wurde erstmals 1617 unter dem Namen Lowke urkundlich erwähnt.
1653 tauschte ein gewisser Hans Rehren sein Gut Brakelshof gegen das Kronsgut Laugo. Von 1653 bis 1843 stand das Gut im Eigentum der adligen deutschbaltischen Familie Rehren. Von 1846 bis zur Enteignung im Zuge der estnischen Landreform 1919 gehörte es der Familie von Helmersen.

## Persönlichkeiten
- Viktor Wittrock (* 1869 in Laugo; † 1944 in Bad Schwartau), evangelisch-lutherischer Geistlicher
- Hugo Wittrock (* 1873 in Laugo; † 1958 in Lübeck), Versicherungsfachmann, Politiker und 1941–1944 kommissarischer Oberbürgermeister von Riga